# Instytut Ekonomii i Finansów Szkoły Głównej Gospodarstwa Wiejskiego w Warszawie
Instytut Ekonomii i Finansów – największa jednostka organizacyjna uczelni odpowiadająca za działalność naukową i badawczą w ramach dyscypliny naukowej Ekonomia i Finanse. Został powołany 1 października 2019 r. w wyniku reformy organizacyjnej Uczelni.

## Organizacyjnie

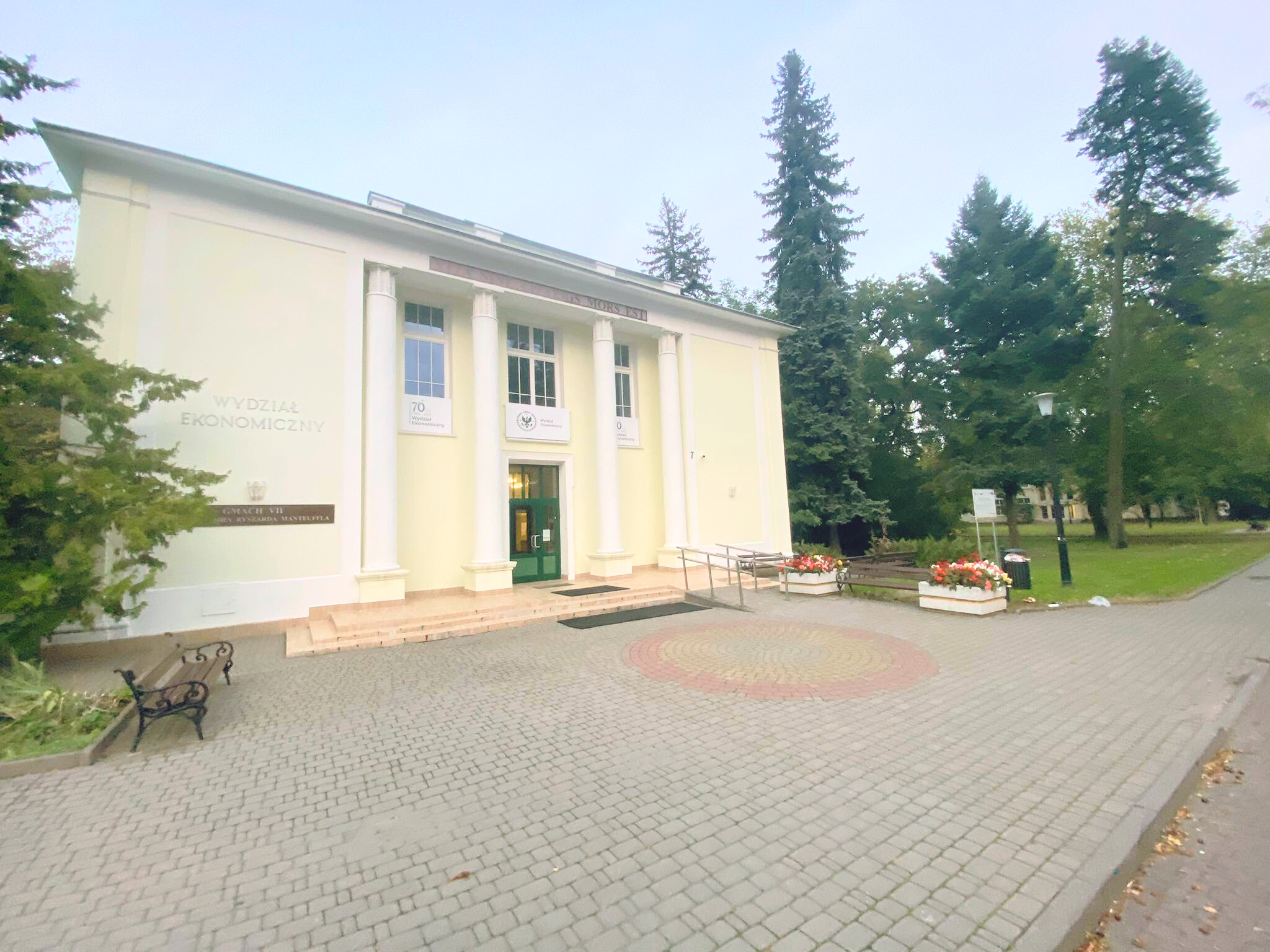
Budynek nr 7

Mniejszymi jednostkami organizacyjnymi Instytutu są katedry w liczbie 8 oraz tworzące je zakłady. Instytut zatrudnia pracowników na stanowiskach administracyjnych i naukowych, w tym: badawczych, badawczo-dydaktycznych oraz dydaktycznych. Pracownicy dydaktyczni stanowią kadrę Wydziału Ekonomicznego i innych Wydziałów SGGW oraz realizują projekty dydaktyczne.

## Jednostki Instytutu Ekonomii i Finansów
- Katedra Ekonometrii i Statystyki
- Katedra Ekonomii i Polityki Gospodarczej
- Katedra Ekonomii Międzynarodowej i Agrobiznesu
- Katedra Ekonomiki i Organizacji Przedsiębiorstw
- Katedra Finansów
- Katedra Logistyki
- Katedra Polityki Rozwoju i Marketingu
- Katedra Turystyki, Komunikowania Społecznego i Doradztwa

## Działalność
Instytut promuje i upowszechnia wiedzę poprzez wydawanie monografii, publikacji naukowych i popularno-naukowych, a także organizowanie licznych konferencji, w tym o charakterze cyklicznym. Instytut jest kontynuatorem działalności naukowej Wydziału Nauk Ekonomicznych.

## Władze
Władze Instytutu składają się z Dyrekcji, Kolegium Instytutu oraz Rady Dyscypliny.
Dyrektor Instytutu posiada dwóch zastępców: do spraw naukowych i do spraw kształcenia.
W skład Kolegium Instytutu wchodzą Dyrektor Instytutu - Przewodniczący Kolegium, Zastępca Dyrektora ds. Naukowych, Zastępca Dyrektora ds. Kształcenia oraz kierownicy katedr: Katedry Logistyki, Katedry Turystyki, Komunikowania Społecznego i Doradztwa, Katedry Ekonomiki i Organizacji Przedsiębiorstw; Katedry Ekonomii i Polityki Gospodarczej, Katedry Ekonomii Międzynarodowej i Agrobiznesu, Katedry Ekonometrii i Statystyki, Katedry Finansów oraz Katedry Polityki Rozwoju i Marketingu.
Rada Dyscypliny Ekonomia i Finanse
Do zadań Rady należą między innymi: nadawanie stopni doktora i doktora habilitowanego, określanie polityki naukowej, dokonywanie oceny działalności naukowej instytutów, opiniowanie programów studiów.